# Institutet för högre TV-utbildning
Institutet för högre TV-utbildning (IHTV) har verksamhet i Göteborg. De har sedan 1998 drivit TV-utbildning under KY-myndigheten. Efter 10 år förlorade IHTV, tillsammans med nära hälften av alla kvalificerade yrkesutbildningar inom media sitt statliga stöd.
Institutet för högre TV-utbildning erbjuder tre yrkesinriktade linjer: Regi/inslagsproduktion, TV-producent samt Manus. Utbildningslinjer är tvååriga och innefattar en tredjedel av utbildningstiden i LIA (lärande i arbete), ett kursmoment där eleverna befinner sig i verksamhet ute på reella arbetsplatser.
IHTV har (2023) fyra produktionsbolag:
- Beslutet (2008)
- K.A.P.A. (2006)
- Bollen är rund (2006)
- Utslängd (2004)

Bland utbildningens tidigare studenter hittas exempelvis Henrik Dorsin och Gustav Danielsson.